# Сельское поселение «Укурейское»
Се́льское посе́ление «Укуре́йское» — сельское поселение в составе Чернышевского района Забайкальского края, Россия.

## География
Соседние сельские поселения:
- «Байгульское»
- «Гаурское»
- «Комсомольское»
- «Курлыченское»
- «Верхне-Куэнгинское» и «Усть-Наринзорское» сельские поселения Сретенского района

## История
Сельский совет на территории села Укурей был организован в 1922 году. В состав сельского совета вошли села Николаевск (село Укурей) и Соктуй (село Комсомольское).
В 1955 году Шивиинский сельский совет вошел в состав Николаевского сельского совета, и Николаевский сельский совет был переименован в Укурейский сельский совет.
В 1960 году произошло объединение Укурейского сельского совета с Курлыченским сельским советом, затем присоединилось село Каменный карьер, а Комсомольский сельский совет стал самостоятельным.
В 2001 году упразднён блок-пост (тип населённого пункта) Шивия.
С 1 января 2006 года из состава Укурейского сельского совета вышло село Курлыча, образовав самостоятельную администрацию.

## Население
| 2010 | 2011 | 2012 | 2013 | 2014 | 2015 | 2016 |
| ---- | ---- | ---- | ---- | ---- | ---- | ---- |
| 772  | ↘768 | ↗775 | ↘771 | ↘767 | ↘753 | ↘722 |
| 2017 | 2018 | 2019 | 2020 | 2021 |      |      |
| ↘704 | ↘701 | ↘688 | ↘677 | ↘541 |      |      |

## Состав поселения
- Укурей (село) — 557[14] чел. (2021)
- Шивия-Наделяево (село) — 79[14] чел. (2021)
- Щебёночный Завод (село) — 19[14] чел. (2021)

## Органы местного самоуправления
- Совет сельского поселения «Укурейское» является выборным постоянно действующим, представительным органом сельского поселения. Состоит из 10 депутатов, избираемых на муниципальных выборах на срок созыва Совета поселения — 4 года.
- Глава сельского поселения «Укурейское» является высшим должностным лицом сельского поселения. Избирается на муниципальных выборах сроком на 4 года и осуществляет свои полномочия на постоянной основе.
- Администрация сельского поселения «Укурейское» является исполнительно-распорядительным органом сельского поселения. Администрацией поселения руководит глава администрации поселения на принципах единоначалия.

Главы администрации

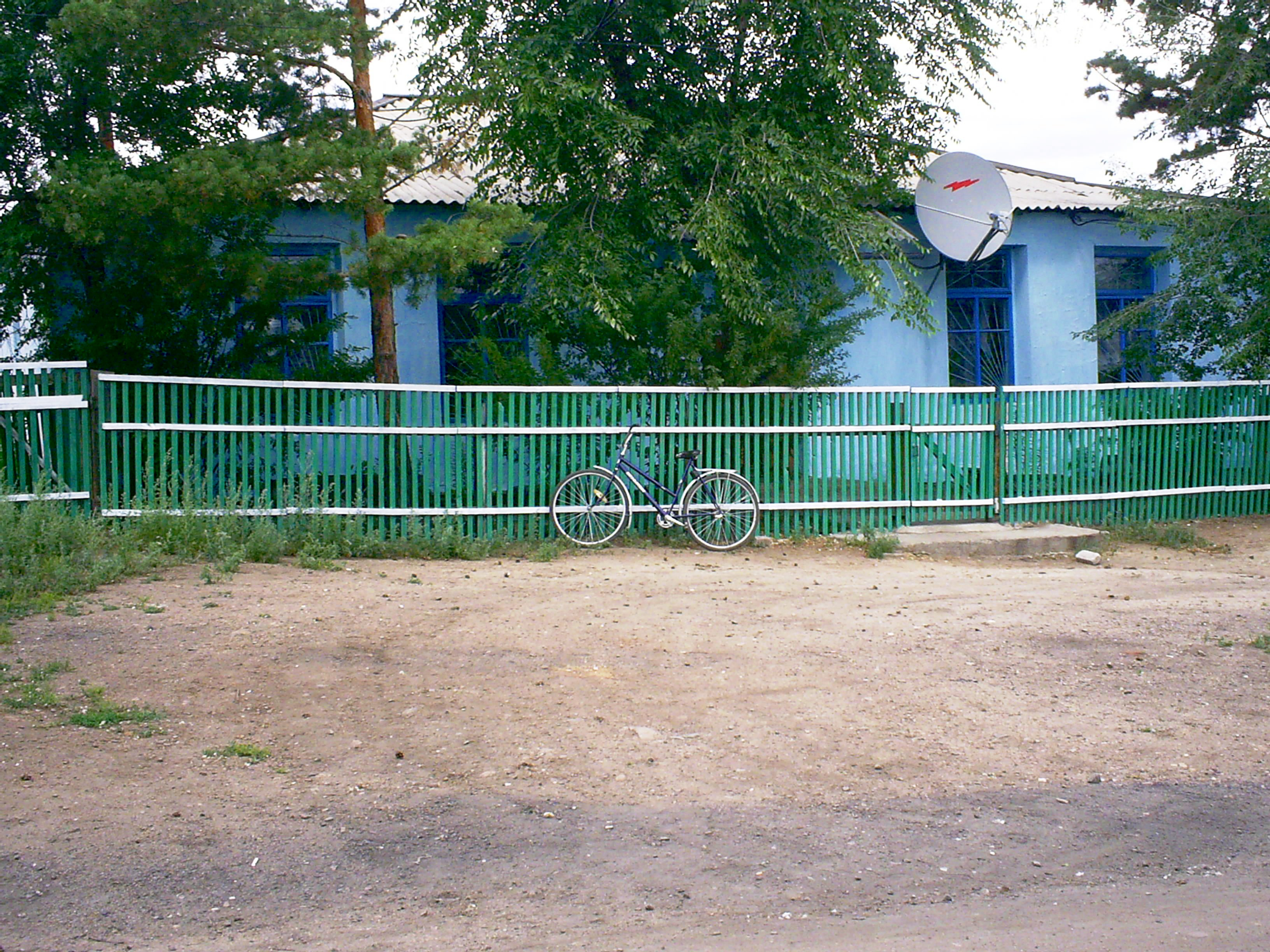
Администрация сельского поселения Укурейское

- Чупров Алексей Григорьевич — первый председатель сельского Совета, расстрелян белочехами в пади Мадьярская.
- Рудых Филипп Дмитриевич — председатель сельского Совета.
- Выходцев Фёдор Яковлевич — председатель сельского Совета.
- Шемятин Константин Андреевич — председатель сельского Совета.
- Самойлова Вера Ивановна — председатель сельского Совета.
- Борейша Валерий Михайлович — председатель сельского Совета.
- Бутин Борис Иннокентьевич — глава администрации сельского округа.
- Макаров Алексей Николаевич — действующий глава администрации сельского поселения.